# Apol·lo del Pireu
L'Apol·lo del Pireu és un estàtua de bronze d'estil arcaic, datada del segle VI abans de la nostra era, possiblement dels anys 530–520 ae; es conserva al Museu Arqueològic del Pireu (Atenes).
L'Apol·lo del Pireu és un curos, és a dir, una representació molt formalista i estàtica d'un home jove nu, pròpia del període arcaic de l'escultura grega. Els kuroi eren també coneguts comunament com apol·los, perquè es creia que totes aquestes figures representaven el déu. L'Apol·lo del Pireu sembla pertànyer a la darrera fase d'aquest tipus, una supervivència del període arcaic. Sembla que podria ser una estàtua de culte del déu Apol·lo.
L'escultura es trobà al 1959 al port del Pireu per uns treballadors que perforaven sota terra per a instal·lar canonades. Aparegué amb altres tres escultures de bronze que hui es coneixen amb els noms d'Atena del Pireu i Àrtemis del Pireu A i B, i també s'hi trobaren una gran màscara teatral de bronze i tres peces d'escultura de marbre. L'excavació arqueològica, la va dirigir Efthymios Mastrokostas i totes les obres se'n conserven al Museu Arqueològic del Pireu.
Hi ha algunes teories sobre l'origen del conjunt de peces. Pel fet que la cambra on aparegueren les estàtues era molt a prop del port principal, molts investigadors pensen que havien estat en una stoa o pòrtic del port i eren a punt de ser enviades. Les estàtues no estaven col·locades a l'atzar sinó més aviat empaquetades.(2) Una moneda a prop d'elles té una data del 87/86 ae, amb la imatge del rei Mitridates VI Eupàtor, que es trobava llavors en guerra amb els romans, comandats pel general Sul·la. Com que El Pireu fou capturat per aquest al 86 ae, s'ha especulat sobre dues teories possibles: una n'és que les estàtues anaven a ser enviades a algun lloc per a estalviar-los l'atac romà. La segona teoria és que les estàtues anaven a ser enviades pels romans a Itàlia com a part del botí de guerra. Es creu que les escultures, o alguna d'elles, provenien d'un santuari local del Pireu. Altres experts pensen que el lloc de procedència podria ser Delos pel fet que dues de les escultures trobades representen Àrtemis i una altra Apol·lo. La mitologia grega considerava que tots dos déus havien nascut a Delos i s'hi havia creat un important culte a l'illa, en particular cap a Apol·lo. A més a més, els romans van capturar Delos l'any 88 abans de la nostra era.
L'Apol·lo del Pireu és de bronze per fosa buida. És, per tant, un dels primers exemples conservats de peces fetes amb aquesta tècnica, inventada al voltant del 550 ae. L'Apol·lo té una esquerda en la cuixa esquerra per l'oxidació causada per la humitat en l'argila que forma el nucli de l'escultura.(7) 